# 黄兴墓
28°11′02″N 112°55′36″E / 28.18389°N 112.92667°E
黄兴墓，位于中华人民共和国湖南省长沙市岳麓区的岳麓山上，全国重点文物保护单位。该墓葬是辛亥革命领导人之一黄兴的墓葬。该墓葬于1917年正式建成，为此北洋政府还为黄兴举行了国葬。黄兴墓前建有一座黄兴墓庐，供游人了解黄兴的事迹。

## 历史
黄兴（1874-1916），原名黄轸，字廑午，别字克强，湖南善化人。1904年组织华兴会，长期从事反清运动，中国同盟会的创始人之一，辛亥革命重要领导人之一。中华民国成立后历任陆军总长、讨袁军总司令，1916年10月31日病逝于上海，享年42岁:368。当年12月20日，北洋政府以大总统名义下令，为黄兴举行国葬。1917年4月15日，黄兴的国葬仪式正式举行，其遗体正式被安葬于长沙岳麓山，墓志铭由章太炎手书:207。中华人民共和国成立后，1956年，黄兴墓被公布为湖南省文物保护单位。20世纪80年代处，黄兴墓的右前方修建了一座生产建筑，后来被改为黄兴墓庐，1984年，黄兴墓庐被扩建为黄兴墓庐景区。1988年，黄兴墓被公布为全国重点文物保护单位:39。2014年，有消息称黄兴墓庐已经荒废，内部无人看管。对此墓庐管理方岳麓山景区管理处表示将立即派人前去打扫，同时还称正在计划对庐内翻修，同时准备招商引资和规划。

## 结构
黄兴墓位于湖南省长沙市岳麓山的小月亮坪，占地面积1913.6平方米。墓前建有百余级、共分三层的台阶。墓上建有一座花岗岩墓塔，呈四棱形，高10余米，东侧镶嵌紫铜色墓碑，碑文为“黄公克强之墓”。碑文下方为章太炎所撰墓志铭。墓周围建有铁石栏杆，墓园外围种有松柏等植物。墓的右前方0.5公里处建有墓庐，陈列黄兴的生平事迹。墓庐周围建有黄兴墓庐景区，其内建有曲池亭台、假山、游廊、水榭等景观设施。:368:40

## 图集

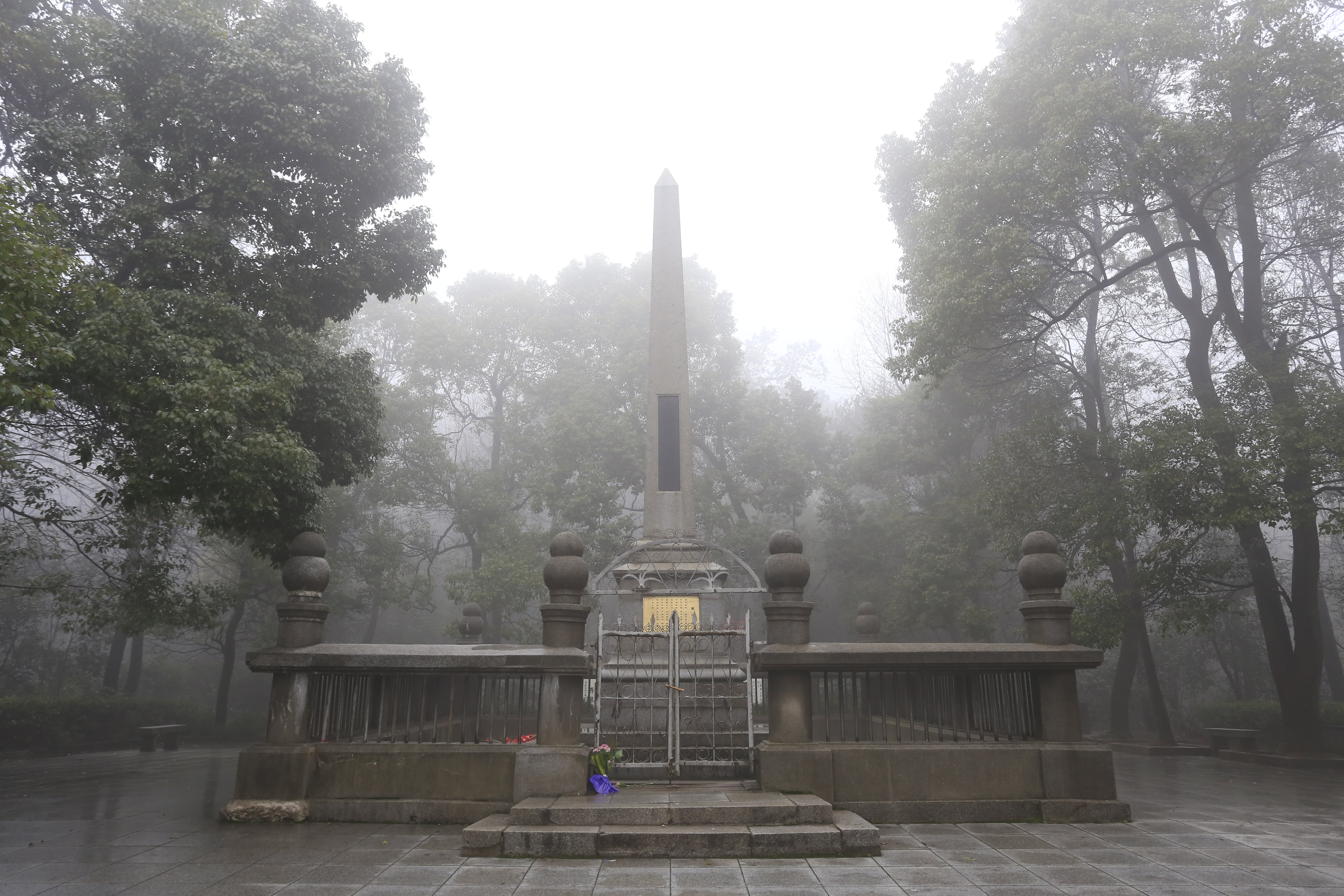
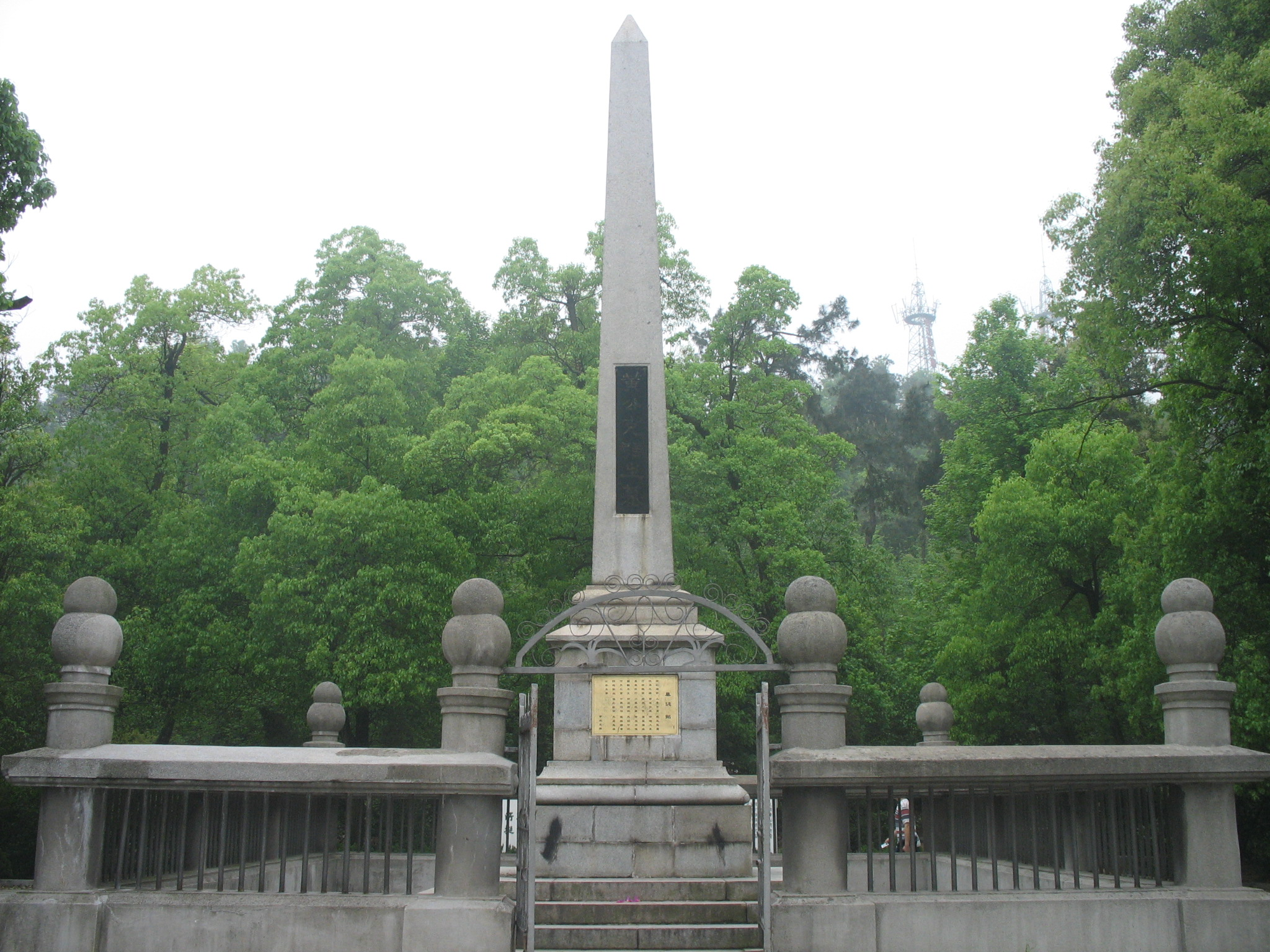
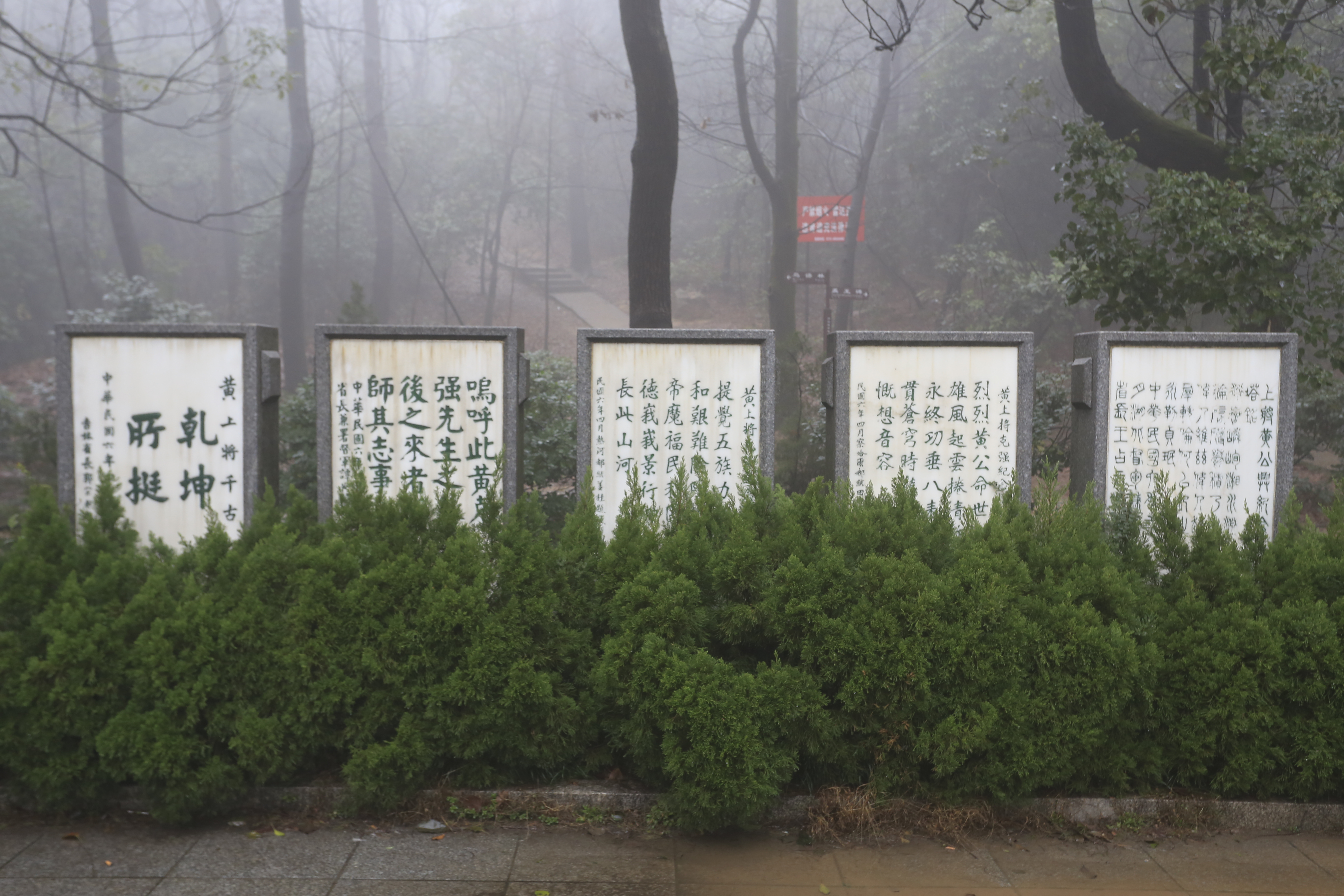
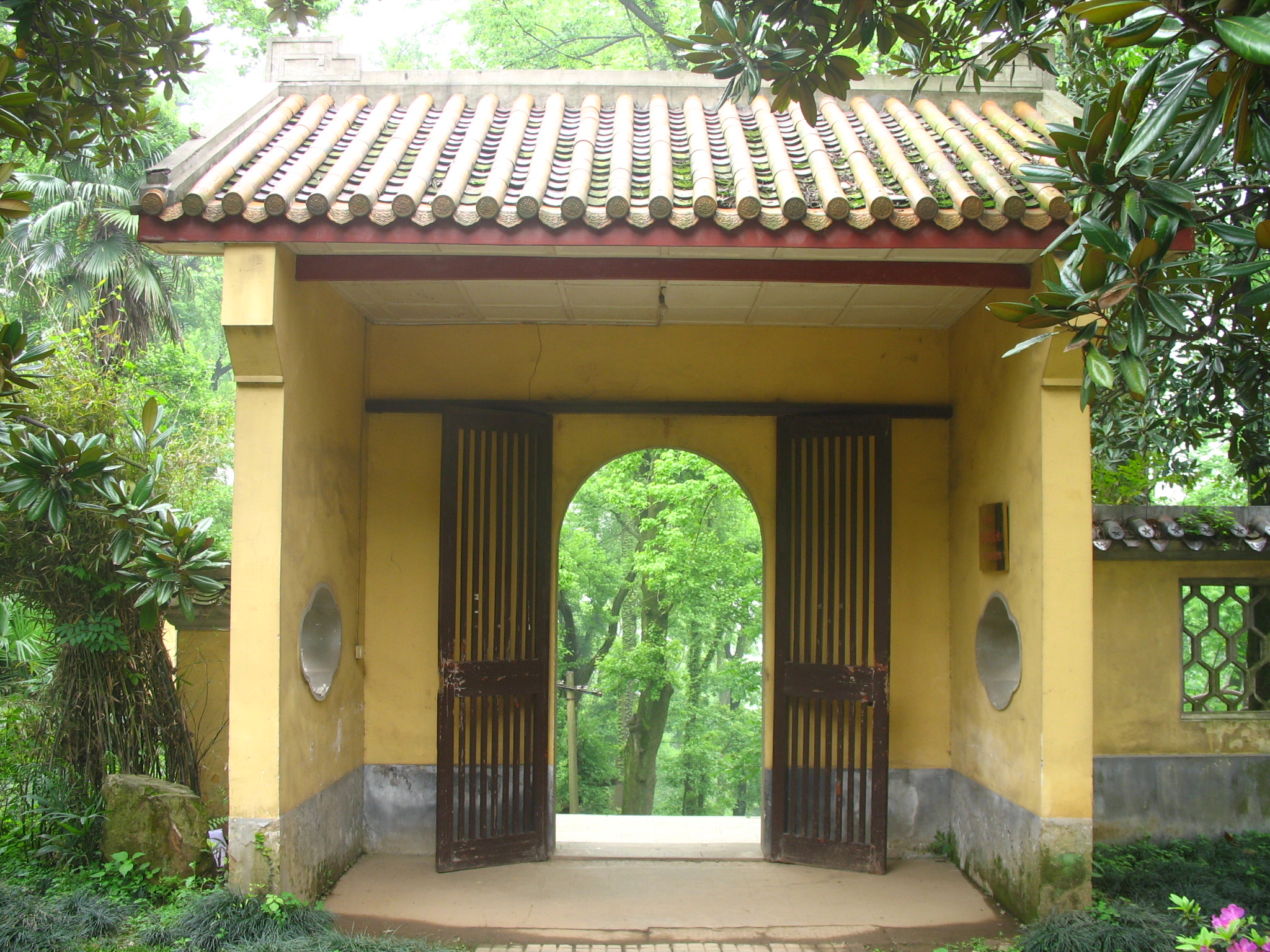
黄兴墓庐